# 키리타니 켄타
키리타니 켄타(桐谷 健太, 1980년 2월 4일 ~ )는 오사카부 오사카시 기타구 덴로쿠 출신의 배우이다. 핫 로드 소속.

## 연혁
오사카 부립 사쿠라즈카 고등학교 졸업.
대학 진학을 위해 상경. 대학 재학 중 배우 양성소 ‘액터즈 클리닉’ 졸업.
2002년, TV 아사히 드라마 《구룡에서 만나요》에서 야마자키 켄 역으로 배우 데뷔.
2003년, 영화 《Get Up!》에서 하루히코 역으로 스크린 데뷔.
2007년, 영화 《GROW 구로》에서 무라카미 아쓰시 역으로 영화 첫 주연을 맡았다.
2009년, 《사랑과 혁명》의 무라쿠모 다케히코 역으로 연극 데뷔.
2011년, 오리콘 스타일이 조사한 올해 가장 뜰 것 같은 배우 설문에서 남성부문 1위로 선정되었다. (여성부문 1위는 마에다 아츠코). 또한 같은 해 엘란도르상 신인상 수상. 영화 《엄마 시집 보내기》로 오사카시네마페스티발 남우조연상을, 영화 《BECK》으로 일본시어터스태프영화제 남우조연상을 수상하였다.

## 인물
- 특기는 드럼, 샤미센 연주. 영화 《소라닌》 내에서의 드럼 연주는 대역 없이 본인이 연주한 것이다.[5]
- 좋아하는 배우는 잭 니콜슨.[6]

- 고등학교 3학년 때 연기자가 되고 싶어 도쿄 상경을 결심하였으나, “대학에 다니며 4년간 천천히 생각해 보라.”는 가족들의 설득에 도쿄 소재의 대학에 수험, 합격하여 상경하였다.[7]
- 영화 《박치기! LOVE&PEACE》 곤도 역을 위해 1개월 반만에 15kg을 증량, 촬영 후 1개월 반만에 다시 15kg를 감량하였다.[8]
- 고교시절, 본인이나 친구가 모델을 맡으며, 입고 있던 옷의 가격, 메이커, 가게 등을 손으로 쓴 자주제작 패션지 ‘KEN'S NON-NO’를 만들었고, 교장의 허가를 얻어 카피한 KEN'S NON-NO 표지를 교정에 붙이는 등 패션 활동을 벌였다.[9]
- 현재 담당 스타일리스트는 ‘KEN'S NON-NO’를 함께 만든 동급생.[10]
- 친분이 있는 연예인은 《Get Up!》, 《타이거 & 드래곤》에 함께 출연한 니시다 도시유키, 《타이거 & 드래곤》에 함께 출연한 쇼후쿠테이 쓰루베, 《JIN-진-》에 함께 출연한 오사와 다카오, 《Get Up!》에 함께 출연한 야마모토 다로, 《이어진 내일》에 함께 출연한 아오키 무네타카 등이 있다.[11]

## 출연

### 영화
- 2003년 《Get Up!》 - 하루히코 역
- 2004년 《난바금융전 미나미의 제왕 스페셜 Ver.50 대금업의 규칙》 - 마코토 역
- 2004년 《69 sixty nine》 - 시로쿠시 유지 역
- 2005년 《박치기!》 - 곤도 역
- 2005년 《KARAOKE -인생 근소한 차이-》 - 안조 역
- 2005년 《비트키즈》 - 구라타 선생 역
- 2005년 《불량소년》 - 데쓰야 역
- 2006년 《와나와나.》 - 오카와 마사시 역
- 2006년 《출구 없는 바다》 - 다노쿠라 역
- 2006년 《키사라즈 캣츠아이 월드 시리즈》 - 자위대원 역
- 2007년 《박치기! LOVE&PEACE》 - 곤도 역
- 2007년 《GROW 구로》 - 무라카미 아쓰시 역
- 2007년 《크로우즈 제로》 - 다쓰카와 토키오 역
- 2008년 《KAMACHOP》 - 이와세 게이치 역
- 2008년 《싸이보그 그녀》 - 사토 겐타 역
- 2008년 《백팔》 - 코치 역
- 2008년 《나의 할머니》
- 2009년 《크로우즈 제로 2》 - 다쓰카와 토키오 역
- 2009년 《루키즈: 졸업》 - 히라츠카 다이라 역
- 2010년 《소라닌》 - 야마다 지로 (빌리) 역
- 2010년 《BECK》 - 지바 쓰네미 역
- 2010년 《엄마 시집 보내기》 - 핫토리 겐지 역
- 2012년 《아웃레이지비욘드》 - 시마 역
- 2012년 《황금을 안고 튀어라》 - 노다 역
- 2017년 《그들이 진심으로 엮을 때》- 마키오 역
- 2017년 《극장판 불꽃)》
- 2017년 《비지란테》
- 2023년 《쿠비》 - 삿토리 한조 역

### 드라마
- 1999년 《천연소녀만 NEXT-요코하마 백야 편》 - 히데 키 역 (데뷔 전 출연작)
- 2002년 《구룡에서 만나요》 - 야마자키 켄 역
- 2002년 《탐정가족》 - 형사 역
- 2002년 《런치의 여왕》 - 마기 역 (제3, 8화)
- 2002년 《사립탐정 하마 마이크》 - 요시오 역 (제12화)
- 2002년 《나이트 하스피탈~병은 잠들지 않는다~》 - 나카노 역
- 2003년 《메시지~말이 배신해간다~》 (제8화)
- 2003년 《타임 리밋》 - 교통 경비원 역
- 2005년 《스페셜 드라마 타이거 & 드래곤》 - 치비T 역
- 2005년 《타이거 & 드래곤》 - 치비T 역
- 2005년 《가지마! 료마》 - 나카오카 신타로 역
- 2005년 《사랑하는 일요일 시즌2》 - 도라이 신지 역 (제16화 ~여름의 기억~)
- 2005년 《BE-BOP-HIGHSCHOOL》 - 시바타 역
- 2005년 《악마의 연애술》 - 구조 역
- 2006년 《파트너 시즌4》 - 와키 고타로 역 (제13화)
- 2006년 《극단 연기자 ~버스한 벌레들~》 - 하쿠 유스케 역
- 2006년 《이어진 내일》 - 핫토리 고스케 역
- 2006년 《쿠로사기》 - 소마 다카시 역 (제3화)
- 2006년 《나는 주부로소이다》 - 나카지마 역 (제18, 19, 23, 35화)
- 2006년 《태양의 노래》 - 마사토 역 (제6화)
- 2006년 《우리들의 전쟁》 - 야마구치 신조 역
- 2006년 《웃기는 사랑은 하고 싶지 않아》 - 오쿠로 다카시 역
- 2008년 《1파운드의 복음》 - 베니 류세이 역 (제7, 8화)
- 2008년 《이사가 된 신입사원》 - 이마이즈미역
- 2008년 《ROOKIES》 - 히라츠카 다이라 역
- 2008년 《ROOKIES 스페셜》 - 히라츠카 다이라 역
- 2008년 《유성의 인연》 - 다카야마 히사노부 역
- 2009년 《JIN-진-》 - 사부리 유스케 역
- 2010년 《료마전》 - 이케 구라타 역
- 2010년 《황금 돼지 : 회계조사청 특별조사과》 - 가네다 테츠오 역
- 2010년 《스트로베리 나이트》 - 오츠카 신지 역
- 2011년 《JIN-진- 완결편》 - 사부리 유스케 역
- 2011년 《절대영도~특수범죄 잠입수사~》 - 타키카와 신지로 역
- 2011년 《전업주부탐정~나는 그림자》 - 진나이 하루키 역
- 2012년 《스트로베리 나이트》 - 오츠카 신지 역 (회상장면출연)
- 2012년 《W의 비극》 - 유미사카 케이치로 역
- 2012년 《늦게 피는 해바라기|늦게 피는 해바라기~나의 인생, 리뉴얼~》- 후지이 준이치 역
- 2013년 《김전일 소년 사건부 홍콩 구룡재보 살인사건》- 타키가와 류타 역
- 2013년 《아버지의 꽃, 피는 봄~기후,나가라강 호우칸이야기~》- 지로 역
- 2013년 《하늘을 나는 홍보실》- 키리타니 타카시 역(특별출연)
- 2013년 《격류~ 나를 기억하고 있습니까?~》- 히가시하기 코지 역
- 2013년 《Y·O·U 메아리 음악 동호회(가제)》- 콘노 유사쿠 역

### 텔레비전 방송
- 세계 우루룬 체재기 (TBS)
  - 인도네시아 공화국 (2003년 8월 10일)
  - 영국 (2003년 11월 16일)
  - 인도네시아 공화국 (2004년 4월 4일)
- 세계 우루룬 체재기 "르네상스" 기니비사우 공화국 (2007년 7월 8일, TBS)
- 수수께끼와 신비의 대모험! 고대 이집트 경이의 비밀 7대 미스테리 체험! (2009년 3월 25일, TBS) - 이집트 리포트
- 아시안 스마일 (2011년 2월 22일, NHK BS1) - 내레이션
- 비트 다케시의 초역 루브르 (2013년 3월 12일, 日本テレビ) - 네비게이터
- 지구버스기행 (2013년 4월 2일, BS-TBS) - 나레이터

### 연극·뮤지컬
- 《사랑과 혁명》 (2009년 1월 ~ 2월, 아카사카 RED THEATER) - 무라쿠모 다케히코 역

### 숏 필름
- 2003년 《삿짱의 스커트》 - 마사오 역
- 2007년 《단편.jp 루키즈 제2탄, 제3화 ‘세탁녀’》 - 세탁소 점원 역

### V 시네마
- 《난바금융전 미나미의 제왕》 (2004년 ~ 2006년, KSS) - 마코토 역
  - 제28회 공갈 사이트 (Ver.51) (2004년 11월)
  - 제29회 어둠의 대리인 (Ver.52) (2005년 1월)
  - 제30회 파산의 장렬 (Ver.53) (2005년 4월)
  - 제31회 배상금의 행방 (Ver.54) (2005년 7월)
  - 제32회 돈이 될 경력 (Ver.55) (2005년 10월)
  - 제33회 들개의 기억 (Ver.56) (2006년 1월)

### 뮤직 비디오
- 2009년
  - 삼보마스터 - 러브 송 (ラブソング, Sony Records)